# Espiadimonis de mollera
L'espiadimonis de mollera (Aeshna juncea) és una espècie d'odonat anisòpter de la família dels èsnids.

## Distribució
Es troba des d'Europa a través del nord d'Àsia fins al nord de Nord-amèrica. És l'espècie del gènere Aeshna més comuna en la majoria de zones boreals i de muntanya al nord, però es fa rara en àrees més al sud i està confinada a cotes altes.

## Ecologia
Crien principalment en aigües estancades assolellades en hàbitats boreals, alpins i subalpins, arribant a altituds d'uns 2500 m aproximadament. En altituds i latituds més baixes poden criar fins i tot en rierols amb vegetació emergint.
El macles patrullen incansablement en les zones de cria. Són agressius i curiosos; persegueixen altres odonats i busquen activament les femelles.

## Període de vol
Pot emergir entre finals de maig i juny i trobar-se fins al novembre, encara que és molt més comuna entre juliol i setembre.